# Hans Cassebaum
Hans Cassebaum, eigentlich Johannes Ludwig Julian Cassebaum (* 27. April 1884 in Goslar; † 6. Oktober 1952 in Lübeck) war ein deutscher Physiker und Pädagoge.

## Leben
Hans Cassebaum war Sohn des Stiftsgüteradministrators Julian Cassebaum. Er besuchte das Ratsgymnasium Goslar bis zum Abitur 1902 und studierte an den Universitäten Leipzig und Göttingen Physik und Mathematik. 1907 bestand er die Erste Staatsprüfung für das Lehramt an Höheren Schulen in den Fächern Reine und Angewandte Mathematik und Physik. Im Februar 1908 bestand er zusätzlich die Turnlehrer-Prüfung. Seine Vorbereitungsjahre, die dem heutigen Referendariat entsprechen, leistete er am Gymnasium Göttingen ab. Am 1. Oktober 1909 erhielt er die Anstellungsfähigkeit. Gleichzeitig schrieb er an seiner von Ludwig Prandtl betreuten Dissertation Über das Verhalten von weichem Flussstahl jenseits der Proportionalitätsgrenze, mit der er 1910 von der Universität Göttingen zum Dr. rer. nat. promoviert wurde.
Zum 1. April 1910 wurde er zum Oberlehrer an der erst 1905 gegründeten Realschule zum Dom, der späteren Oberschule zum Dom in Lübeck berufen. In den 1920er Jahren war Cassebaum Teil eines reformpädagogisch ausgerichteten Kollegiums unter Sebald Schwarz, unter dessen Leitung sich die OzD rasch zu einer auch über die Grenzen Deutschlands hinaus bekannten Reformschule entwickelte. Cassebaum veröffentlichte eine Reihe von fachdidaktischen Aufsätzen. 
Für den wegweisenden Neubau der Klosterhofschule im Stadtteil St. Jürgen entwickelte er mit anderen Lehrern das Konzept eines schuleigenen Planetariums, der Sternkammer auf der Spitze eines der beiden Türme der Westfassade.  Den Projektor baute in Zusammenarbeit mit Cassebaum der Lübecker Elektrotechniker Ernst Nachtigall.  Das 1931 in Betrieb genommene Präzisionsgerät ist bis heute voll funktionsfähig. Ein weiteres Exemplar wurde 1937 in der Bellahøj-Schule in Kopenhagen installiert.
Mit der Machtübernahme der Nationalsozialisten wurde das Kollegium der OzD durch Versetzung zerstreut; Cassebaum wurde 1934 an das Mädchengymnasium Ernestinenschule versetzt. Zum 1. Mai 1937 trat er der NSDAP bei (Mitgliedsnummer 4.019.990). Schon seit 1933 war er Mitglied und Vertrauensmann im NSLB sowie seit 1934 Untergruppenführer im Reichsluftschutzbund und Mitglied der NSV. Nach dem Kriegstod des Oberstudiendirektors Theo Robert Schulte 1939 übernahm Cassebaum kommissarisch die Leitung der Ernestinenschule.
Cassebaum war Mitglied der Deutschen Mathematiker-Vereinigung und von 1911 bis zu seinem Tod Mitglied der Gesellschaft zur Beförderung gemeinnütziger Tätigkeit.
Im Mai 1913 heiratete er in Hannover Luise Karoline Henriette Marie, geb. Meyer (1888–). Ein Sohn des Paares war Hans Ulrich Cassebaum (1919–2016), der später Syndikus der Industrie- und Handelskammer zu Lübeck war.

## Werke
- Über das Verhalten von weichem Flussstahl jenseits der Proportionalitätsgrenze. Diss. Göttingen 1910

Teilabdruck in: Annalen der Physik 34 (1911)